# ديورتيولي
ديورتيولي (بالروسية: Дюртюли) هي إحدى مدن روسيا في الكيان الفدرالي الروسي باشكورتوستان.